# Ludwig Susen

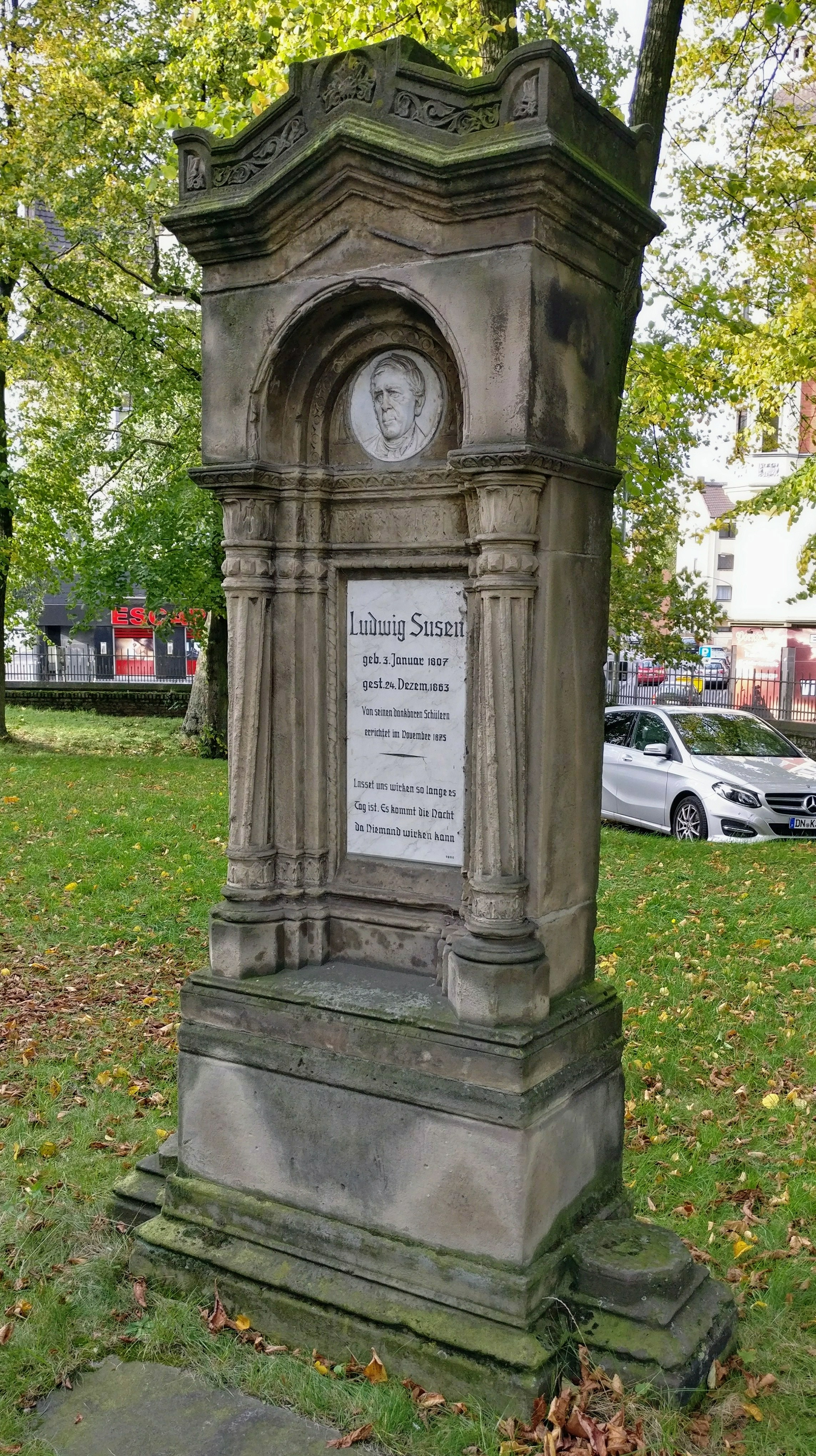
Lehrerdenkmal zu Ehren Ludwig Susens auf dem ehemaligen Friedhof der Marienkirche, Duisburg (2017)

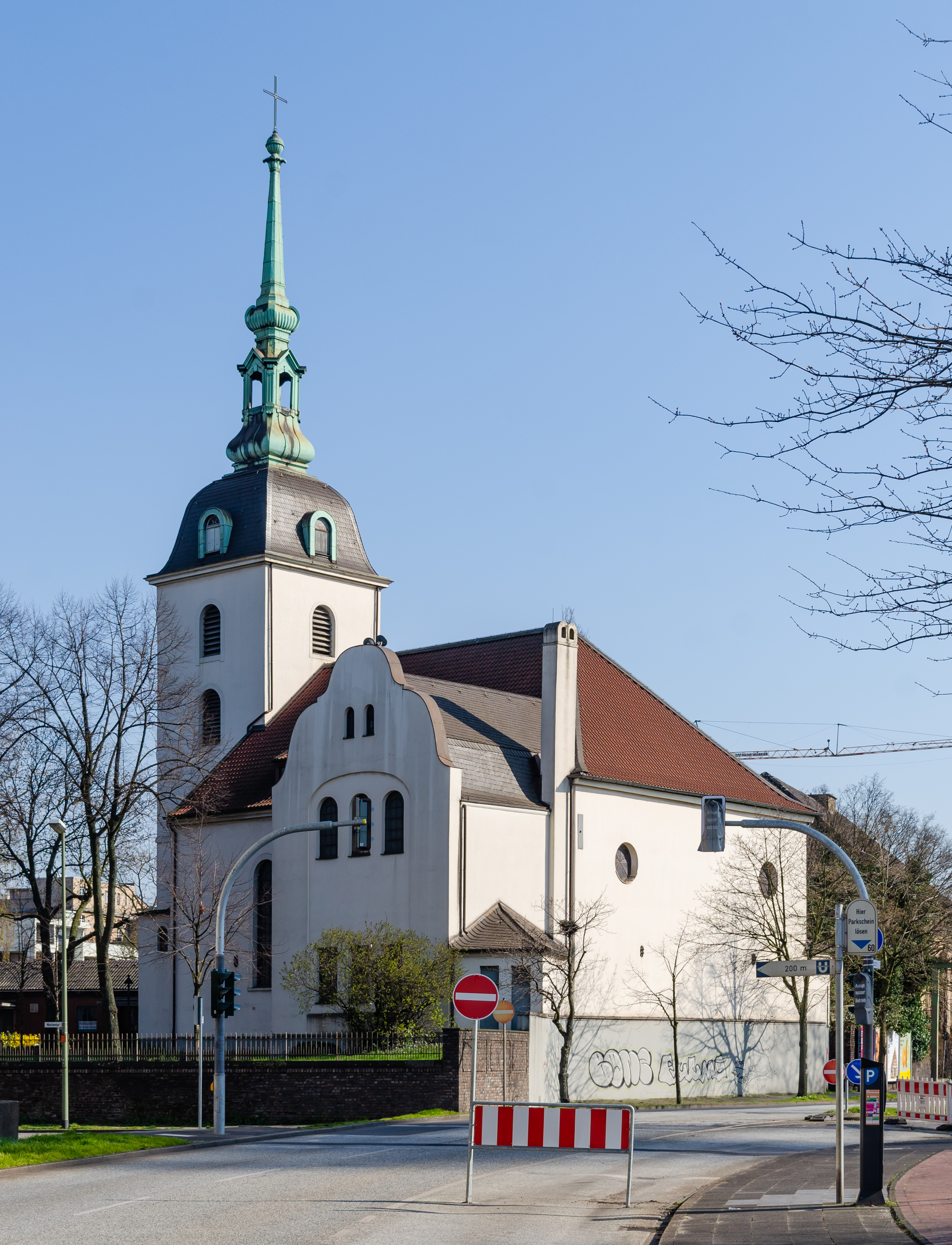
Evangelische Marienkirche, Duisburg (2020)

Ludwig Gerhard Heinrich Susen (* 3. Januar 1807 in Duisburg; † 24. Dezember 1863 ebenda) war ein deutscher Elementarlehrer. Er wirkte und arbeitete vor allem in Duisburg.

## Leben und Wirken
Susen wirkte nach Zulassung durch den Regierungsbezirk Düsseldorf im Jahr 1832 als Schullehrer im Raum Duisburg, ab 1834 arbeitete er an der Evangelischen Elementarschule im Duisburger Marien-Viertel (heute Teil des Stadtbezirks Mitte). Der Friemersheimer Lehrer Friedrich Wilhelm Guillaume (1838–1926) gab in seinen im Stadtarchiv Duisburg festgehaltenen Lebenserinnerungen an, dass Susen als sein Lehrer schon früh Guillaumes eigenes pädagogisches Talent erkannt und seinen Vater überzeugt hatte, ihn nicht wie geplant Handwerker, sondern Lehrer werden zu lassen.
Nach Susens Tod im Jahr 1863 wurde zu seinen Ehren im November 1875 durch seine Schüler auf dem ehemaligen Friedhof der evangelischen Marienkirche in der Duisburger Altstadt ein Denkmal errichtet, wobei bis 1919 eine Stiftung zur Pflege des Denkmals bestand. Die oft auch als „Lehrerdenkmal“ bezeichnete Statue wurde am 15. Dezember 1992 gemäß § 3 (2) DSchG als schützenwürdiges Baudenkmal eingetragen. Die Inschrift des Denkmals zitiert das Evangelium nach Johannes Vers 9:4: „Lasset uns wirken, so lange es Tag ist. Es kommt die Nacht, da niemand wirken kann.“

## Persönliches
Ludwig Susen wurde als Sohn seines Vaters Bernhard geboren und war ab 1831 mit Johanna Susen (* 1806; † ?, geb. Busch) verheiratet, mit der er zwei Töchter Christiane und Maria hatte. Zu einem späteren Zeitpunkt war er mit Maria Susen (geb. Mühles) verheiratet. Susen lebte in späteren Jahren in der Beginengasse in der Duisburger Altstadt, an deren Stelle sich heute die Grundschule Klosterstraße sowie das Studieninstitut Duisburg befinden.